# Into the Wild
Into the Wild —conocida en español como Hacia rutas salvajes o Camino salvaje— es una película dramática de aventura biográfica estadounidense de 2007, escrita, coproducida y dirigida por Sean Penn. Es una adaptación del libro de no ficción de 1996 Hacia rutas salvajes, escrito por Jon Krakauer, y narra la historia de Christopher McCandless («Alexander Supertramp»), un hombre que recorrió América del Norte para luego adentrarse en la naturaleza salvaje de Alaska a principios de la década de 1990. La película está protagonizada por Emile Hirsch como McCandless, Marcia Gay Harden como su madre, William Hurt como su padre, Jena Malone, Catherine Keener, Brian H. Dierker, Vince Vaughn, Kristen Stewart y Hal Holbrook.
El filme se estrenó durante el Festival de Cine de Roma de 2007 y se proyectó en Fairbanks (Alaska) antes de llegar a los cines estadounidenses el 21 de septiembre de 2007. Recibió elogios de la crítica y recaudó 56 millones de dólares a nivel mundial. Fue nominada a dos Premios Globos de Oro y ganó el premio a mejor canción original por «Guaranteed» de Eddie Vedder. También fue nominada a dos Premios Oscar: mejor actor de reparto (Holbrook) y mejor montaje (Jay Cassidy).

## Trama
En abril de 1992, Chris McCandless llega a una pequeña población remota llamada Healy, al norte del Parque nacional y reserva Denali en Alaska. Al notar la falta de preparación de McCandless, el hombre que lo deja le da unas botas de goma.
McCandless monta su campamento en un autobús abandonado que él llama «el autobús mágico». Se siente satisfecho con la soledad, la belleza de la naturaleza y la emoción de vivir de la tierra. Caza con un rifle .22, lee libros y lleva un diario mientras se prepara para su nueva vida en la naturaleza.

### Flashback
En mayo de 1990, McCandless se gradúa con honores en la Universidad Emory. Se siente desilusionado con la sociedad moderna después de descubrir que él y su hermana Carine nacieron fuera del matrimonio.
McCandless destruye sus tarjetas de crédito y documentos de identificación, dona sus ahorros a Oxfam y emprende un viaje por carretera en su Datsun 210 para experimentar la vida en la naturaleza. No le dice nada a sus padres ni a Carine sobre lo que está haciendo ni a dónde se dirige, y no mantiene contacto con ellos después de su partida. Esto causa que sus padres se pongan cada vez más ansiosos sobre su paradero.
Cerca del Lago Mead, el automóvil de McCandless queda atrapado en una inundación repentina; lo abandona y comienza a hacer autostop. Adopta el sobrenombre de «Alexander Supertramp». En el norte de California, McCandless encuentra a una pareja de hippies, Jan y Rainey. Rainey le cuenta que su relación con Jan está en crisis, algo que McCandless ayuda a reavivar.
En septiembre, McCandless llega a Carthage (Dakota del Sur) y trabaja para una empresa de cosecha contratada, propiedad de Wayne Westerberg. Deja el trabajo después de que Westerberg fuera arrestado por piratería satelital.
McCandless hace kayak por el río Colorado y, aunque los guardabosques le dicen que no puede hacerlo sin una licencia, ignora sus advertencias y continúa río abajo hacia México. Su kayak se pierde en una tormenta de polvo y cruza nuevamente a los Estados Unidos a pie. Incapaz de hacer autostop, se sube a trenes de carga hacia Los Ángeles. Sin embargo, poco después de llegar, comienza a sentirse «corrompido» por la civilización moderna y se va. Se ve obligado a seguir haciendo autostop después de que la policía ferroviaria lo detiene y golpea.
En diciembre de 1991, llega a Slab City, en el Valle Imperial, y se encuentra nuevamente con Jan y Rainey. También conoce a Tracy Tatro, una adolescente que muestra interés en él, pero él la rechaza porque es menor de edad. Después de las vacaciones, sigue su camino hacia Alaska.
Un mes después, acampando cerca de Salton City, conoce a Ron Franz, un hombre viudo retirado que perdió a su familia en un accidente automovilístico mientras servía en el Ejército de los Estados Unidos. Vive una vida solitaria en un taller como trabajador del cuero. Franz le enseña a McCandless a trabajar el cuero, lo que da como resultado la creación de un cinturón que detalla sus viajes.
Después de dos meses con Franz, McCandless decide partir hacia Alaska. Franz le da a McCandless su viejo equipo de camping y viaje, junto con una oferta para adoptarlo como su nieto. McCandless le responde que deberían discutirlo después de que regrese de Alaska.

### Salto hacia adelante
Cuatro meses después, en el autobús abandonado, la vida de McCandless se vuelve más difícil y toma varias decisiones equivocadas. Intentando vivir de la tierra, caza un gran alce con su rifle, pero no puede conservar la carne y se echa a perder en pocos días. A medida que sus suministros se agotan, se da cuenta de que la naturaleza salvaje puede ser muy dura.
McCandless concluye que la verdadera felicidad solo se puede encontrar cuando se comparte con otros y busca regresar del desierto para reunirse sus amigos y familia. Sin embargo, descubre que el arroyo que cruzó durante el invierno se ha vuelto ancho, profundo y violento debido al deshielo, y no puede cruzarlo. Derrotado, regresa al autobús.
En un acto desesperado, recoge y come raíces y plantas. Confunde plantas similares y se enferma después de consumir una venenosa. Lentamente muriendo, continúa documentando su proceso de autodescubrimiento e imagina cómo habría sido si hubiera logrado regresar con su familia. Escribe una carta de despedida al mundo y se mete en su saco de dormir para morir.
Dos semanas después, unos cazadores de alces encuentran su cuerpo. Poco después, Carine regresa a Virginia con las cenizas de su hermano en su mochila.

## Reparto
- Emile Hirsch como Christopher McCandless / Alexander Supertramp.
- Marcia Gay Harden como Billie McCandless.
- William Hurt como Walt McCandless.
- Jena Malone como Carine McCandless.
- Catherine Keener como Jan Burres.
- Brian H. Dierker como Rainey.
- Hal Holbrook como Ron Franz.
- Kristen Stewart como Tracy Tatro.
- Vince Vaughn como Wayne Westerberg.
- Zach Galifianakis como Kevin.
- Thure Lindhardt como Mads.
- Signe Egholm Olsen como Sonja.
- Merritt Wever como Lori.
- Jim Gallien como él mismo, el conductor del camión que llevó al verdadero McCandless a Stampede Trail y la última persona en verlo con vida.[4]
- Leonard Knight como él mismo.
- R. D. Call como Bull.
- Cheryl Francis Harrington como trabajadora social.
- Bart the Bear 2 como el oso.

## Producción
Sean Penn relató en una entrevista que encontró el libro Hacia rutas salvajes en una librería una década antes y que lo leyó completamente dos veces. Posteriormente, comenzó a trabajar en la obtención de los derechos para llevar la obra al cine. Penn, quien quedó cautivado por el libro, contactó a los padres de McCandless y a su hermana para obtener su consentimiento antes de proceder con la adaptación cinematográfica. Cuando Penn viajó a Alaska el año siguiente para explorar posibles locaciones, comentó que la magnitud del entorno natural que serviría como escenario para la película lo dejó impresionado. A pesar de que se consideraron brevemente otras opciones, el director destacó que no hubo dudas de que la filmación se realizaría en Alaska.
En mayo de 2006, se informó que Vince Vaughn y Catherine Keener se habían unido a la producción, que ya contaba con Emile Hirsch como protagonista. En junio del mismo año, William Hurt y Marcia Gay Harden también se unieron al elenco. Para interpretar el papel, Sean Penn eligió a Hirsch, quien, durante ocho intensos meses de rodaje, experimentó una transformación física notable, perdiendo 41 libras para retratar adecuadamente el sufrimiento físico del personaje.
En agosto de 2006, durante el rodaje en la costa de Oregón, la ciudad de Astoria se vio animada por la presencia de Penn, Vaughn y el equipo de producción. Casi cien residentes locales participaron en una convocatoria de casting. Además, la histórica tienda Olney General Store fue renombrada como «Orick General Store» para la filmación. Las escenas de la graduación de la Universidad Emory en el filme fueron filmadas a finales de 2006 en el césped delantero de Reed College. Algunas de las escenas de la graduación también fueron grabadas durante la verdadera ceremonia de graduación de la Universidad Emory el 15 de mayo de 2006. Las escenas de Alaska que muestran el área alrededor del autobús abandonado en el Stampede Trail fueron filmadas a 80 kilómetros al sur del lugar donde McCandless realmente murió, en el pequeño pueblo de Cantwell. Filmar en el autobús real habría sido demasiado remoto para las exigencias técnicas de una filmación. Una réplica del autobús utilizada en la película es ahora una atracción turística en un restaurante en Healy (Alaska). La película fue filmada en treinta y seis locaciones de California, Colorado, Nevada, Arizona, Oregón, Dakota del Sur, México y Alaska, utilizando algunos de los mismos lugares donde McCandless había estado.
Brian Dierker, quien desempeña un papel secundario importante en la película como Rainey, no tenía experiencia actoral previa y se involucró en la producción para ser guía en las escenas de rafting.

## Banda sonora
Las canciones de la banda sonora original fueron interpretadas por Eddie Vedder, cantante de Pearl Jam, y Jerry Hannan. Vedder ganó un Globo de Oro a la mejor canción original por la canción «Guaranteed». La partitura fue compuesta e interpretada por Michael Brook y Kaki King. La música que aparece al final del tráiler es «Acts of Courage» de X-Ray Dog, una compañía que suministra música para numerosos avances cinematográficos. Vedder comentó sobre el proceso de creación de las canciones del álbum: «Pasé tres días dándole [a Sean Penn] colores con los que pudiera pintar. Sonidos diferentes. Podía ser un órgano de fuelles y voz, o una canción rápida. Simplemente le di 25 minutos de música, cosas que sentía que eran colores en la paleta. Y realmente no pensaba que de eso fuera a salir algo. Tal vez un pequeño fragmento o algo por el estilo».

## Recepción

### Taquilla
En América del Norte, Into the Wild se estrenó inicialmente en un número limitado de cuatro cines, recaudando 212 440 dólares, con un promedio por cine de 53 110 dólares. Durante las siguientes semanas, la película permaneció en estreno limitado hasta que se expandió a más de 600 cines el 19 de octubre de 2007. En su primer fin de semana de estreno nacional, la película recaudó 2,1 millones de dólares, con un promedio por cine de 3249 dólares. Para el 25 de diciembre de 2008, la cinta había recaudado 18 354 356 dólares a nivel nacional y 37 281 398 dólares en el resto del mundo. En total, la película recaudó 56 674 477 a nivel mundial.

### Crítica
La película tiene un 82 % de aceptación en Rotten Tomatoes, sobre 199 críticas, con una calificación promedio de 7.50 sobre 10. El consenso de los críticos del sitio dice: «Con su sólido elenco y dirección, Sean Penn ha convertido una obra compleja de no ficción como Into the Wild en un estudio de personajes accesible y conmovedor». En Metacritic, su aprobación llega a 73 sobre 100, sobre 38 comentarios.
Peter Travers, de Rolling Stone, la consideró una de las mejores películas del año y opinó que el filme «captura la majestuosidad y el terror de la naturaleza salvaje de un modo que te hace contener el aliento». Claudia Puig, de USA Today, expresó que «es una película cautivadora y que aborda muchas facetas» y añadió que «es una experiencia inquietante y conmovedora». Roger Ebert, del Chicago Sun-Times, también la nombró como una de las mejores películas del año y elogió la actuación de Emile Hirsch, afirmando que «interpreta a McCandless en una actuación hipnótica, sus ojos se hunden en su cráneo mientras que todavía arden con celo. Es una gran actuación, significa más que actuar» y agregó que «es una película reflexiva, lamentable y grave sobre un joven arrebatado por sus elecciones sin compromiso».
Por el contrario, Dana Stevens, de Slate, discordó con el trabajo de Sean Penn diciendo que «no utiliza en su favor y pierde la oportunidad para mostrar una reflexión más seria sobre la ambigüedad de la búsqueda del viaje de McCandless».

### Premios
| Premio                                         | Fecha de entrega        | Categoría                                                           | Receptor | Resultado  |
| ---------------------------------------------- | ----------------------- | ------------------------------------------------------------------- | --- | ---------- |
| Premios Oscar                                  | 24 de febrero de 2008   | Mejor actor de reparto                                              | Hal Holbrook | Candidato  |
| Premios Oscar                                  | 24 de febrero de 2008   | Mejor montaje                                                       | Jay Cassidy | Candidato  |
| Premios Globo de Oro                           | 13 de enero de 2008     | Mejor canción original                                              | «Guaranteed» | Ganadora   |
| Premios Globo de Oro                           | 13 de enero de 2008     | Mejor banda sonora                                                  | Michael Brook, Kaki King, Eddie Vedder | Candidatos |
| Premios de la Crítica Cinematográfica          | 7 de enero de 2008      | Mejor película                                                      | Into the Wild | Candidata  |
| Premios de la Crítica Cinematográfica          | 7 de enero de 2008      | Mejor actor                                                         | Emile Hirsch | Candidato  |
| Premios de la Crítica Cinematográfica          | 7 de enero de 2008      | Mejor actor de reparto                                              | Hal Holbrook | Candidato  |
| Premios de la Crítica Cinematográfica          | 7 de enero de 2008      | Mejor actriz de reparto                                             | Catherine Keener | Candidata  |
| Premios de la Crítica Cinematográfica          | 7 de enero de 2008      | Mejor director                                                      | Sean Penn | Candidato  |
| Premios de la Crítica Cinematográfica          | 7 de enero de 2008      | Mejor guionista                                                     | Sean Penn | Candidato  |
| Premios de la Crítica Cinematográfica          | 7 de enero de 2008      | Mejor canción                                                       | «Guaranteed» | Candidata  |
| Editores de Cine de Estados Unidos             | 17 de febrero de 2008   | Mejor montaje de cine - Drama                                       | Jay Cassidy | Candidato  |
| Premios César                                  | 27 de febrero de 2009   | Mejor película extranjera                                           | Into the Wild | Candidata  |
| Asociación de Críticos de Cine de Chicago      | 13 de diciembre de 2007 | Mejor película                                                      | Into the Wild | Candidata  |
| Asociación de Críticos de Cine de Chicago      | 13 de diciembre de 2007 | Mejor guion adaptado                                                | Sean Penn | Candidato  |
| Asociación de Críticos de Cine de Chicago      | 13 de diciembre de 2007 | Mejor actor de reparto                                              | Hal Holbrook | Candidato  |
| Cinema Audio Society Awards                    | 16 de febrero de 2008   | Mejor mezcla de sonido de cine                                      | | Candidata  |
| Premios del Sindicato de Directores            | 26 de enero de 2008     | Mejor director - Cine                                               | Sean Penn | Candidato  |
| Film Critics Circle of Australia Awards        | 1 de febrero de 2008    | Mejor película extranjera - Inglés                                  | Sean Penn | Candidata  |
| Premios Gotham                                 | 27 de noviembre de 2007 | Mejor película                                                      | Into the Wild | Ganadora   |
| Premios Gotham                                 | 27 de noviembre de 2007 | Mejor actor revelación                                              | Emile Hirsch | Candidato  |
| Premios Grammy                                 | 10 de febrero de 2008   | Mejor canción escrita para cine, televisión u otros medios visuales | «Guaranteed» | Candidata  |
| Mill Valley Film Festival                      | 14 de octubre de 2007   | Mejor actor                                                         | Emile Hirsch | Ganador    |
| National Board of Review                       | 5 de diciembre de 2007  | Mejor actor revelación                                              | Emile Hirsch | Ganador    |
| Festival Internacional de Cine de Palm Springs | 5 de enero de 2008      | Premio al director del año                                          | Sean Penn | Ganador    |
| Festival Internacional de Cine de Palm Springs | 5 de enero de 2008      | Premio al actor revelación                                          | Emile Hirsch | Ganador    |
| Festival de Cine de Roma                       | 27 de octubre de 2007   | Premio del jurado                                                   | William Pohlad, Art Linson y Sean Penn | Ganadores  |
| Muestra Internacional de Cine de São Paulo     | 1 de noviembre de 2007  | Mejor película en lengua extranjera                                 | Sean Penn | Ganador    |
| Premios Satellite                              | 16 de diciembre de 2007 | Mejor canción original                                              | «Rise» | Candidata  |
| Premios del Sindicato de Actores               | 27 de enero de 2008     | Mejor reparto                                                       | Brian H. Dierker, Marcia Gay Harden, Emile Hirsch, Hal Holbrook, William Hurt, Catherine Keener, Jena Malone, Kristen Stewart, Vince Vaughn | Candidatos |
| Premios del Sindicato de Actores               | 27 de enero de 2008     | Mejor actor                                                         | Emile Hirsch | Candidato  |
| Premios del Sindicato de Actores               | 27 de enero de 2008     | Mejor actor de reparto                                              | Hal Holbrook | Candidato  |
| Premios del Sindicato de Actores               | 27 de enero de 2008     | Mejor actriz de reparto                                             | Catherine Keener | Candidata  |
| USC Scripter Awards                            | 2 de febrero de 2008    | USC Scripter Award                                                  | Sean Penn (guionista), Jon Krakauer (autor)                                                                                                 | Candidatos |
| Premios WGA                                    | 9 de febrero de 2008    | Mejor guion adaptado                                                | Sean Penn | Candidato  |

### Listas de las mejores películas
La película fue reconocida por diversas entidades en 2007, siendo incluida por el American Film Institute en su lista de las diez películas del año. Además, el National Board of Review la nombró una de las diez mejores películas del año. Into the Wild también figura en el puesto 473 en la lista de 2008 de la revista Empire de las 500 mejores películas de todos los tiempos.
Into the Wild apareció en múltiples listas de críticos de las diez mejores películas de 2007.
- 1.º - Ben Lyons, The Daily 10[27]
- 2.º - Ann Hornaday, The Washington Post[26]
- 2.º - Tasha Robinson, The A.V. Club[26]
- 3.º - James Berardinelli, ReelViews[26]
- 3.º - Kevin Crust, Los Angeles Times[26]
- 3.º - Peter Travers, Rolling Stone[28]
- 4.º - Kyle Smith, New York Post[26]
- 5.º - Claudia Puig, USA Today[26]
- 5.º - David Germain, Associated Press[29]
- 5.º - Joe Morgenstern, The Wall Street Journal[26]
- 6.º - Carrie Rickey, The Philadelphia Inquirer[26]
- 6.º - Steven Rea, The Philadelphia Inquirer[26]
- 7.º - A.O. Scott, The New York Times (con Le Scaphandre et le Papillon)[26]
- 7.º - Noel Murray, The A.V. Club[26]
- 9.º - Christy Lemire, Associated Press[29]
- 10.º - Roger Ebert, Chicago Sun-Times[30]

## Formato casero
Into the Wild se editó el 4 de marzo de 2008 en DVD estándar, DVD edición especial de coleccionista de dos discos y HD DVD estándar. Las ediciones especiales en DVD y HD DVD incluyen dos contenidos especiales: The Story, The Characters y The Experience. La edición en Blu-ray se lanzó en Francia el 16 de julio de 2008. La edición en Blu-ray para Estados Unidos se lanzó el 16 de diciembre de 2008.

## Repercusiones
El autobús abandonado y deteriorado de Stampede Trail, donde murió McCandless, se convirtió en un destino de peregrinación para los aficionados. En la década de 1940, un equipo de carretera lo llevó a un sendero remoto en el Borough de Denali (Alaska), a 50 km del pueblo más cercano, según el alcalde del municipio de Denali, Clay Walker. Los visitantes tuvieron que cruzar el peligroso río Teklanika. En 2010, una mujer suiza se ahogó. En 2019, una mujer bielorrusa recién casada se ahogó en el río crecido camino al lugar. Cinco italianos fueron rescatados en febrero de 2020, uno de ellos con congelación severa, y un brasileño varado fue rescatado en abril de 2020. En total, se llevaron a cabo quince operaciones de búsqueda y rescate de visitantes entre 2009 y 2017.
El 18 de junio de 2020, el autobús fue retirado por motivos de seguridad pública. Fue transportado por aire en un helicóptero Chinook del ejército a un lugar no revelado en espera de una decisión sobre su destino final. El 24 de septiembre de 2020, el Museo del Norte de la Universidad de Alaska Fairbanks anunció que se había convertido en el hogar permanente del «Magic Bus 142», que se restauraría para una exhibición al aire libre.

## Influencias
El protagonista Alex Supertramp, al ser un gran lector, se siente influido por escritores del género según el libro de Jon Krakauer:
- Jack London: Su obra más conocida La llamada de la selva. De hecho una frase muy conocida de Alex Supertramp es «Jack London es el rey».
- León Tolstói: el novelista ruso que renunció a su vida para vagar entre indigentes. Los libros que influenciaron fueron: Felicidad conyugal, Guerra y Paz, La muerte de Iván Ilich y La sonata a Kreutzer.
- Henry David Thoreau: Sobre el deber de la desobediencia civil y Walden, o La vida en los bosques.